# Lasianthus congesticymus
Lasianthus congesticymus är en måreväxtart som beskrevs av Hua Zhu. Lasianthus congesticymus ingår i släktet Lasianthus och familjen måreväxter.
Artens utbredningsområde är Thailand. Inga underarter finns listade i Catalogue of Life.